# Jean Baptiste Réné Pouppé Desportes
Jean-Baptiste-René Pouppé Desportes (Vitré, 28 de septiembre de 1704-Barrio Morin, Saint-Domingue; 15 de febrero de 1748) fue un médico, botánico francés. Fue pionero de la medicina tropical.

## Obras
- 1821. Recherches sur les fièvres... Vol. 2. Con William Grant (médico)
- 1770. Histoire des maladies de Saint-Domingue. Par M. Pouppé Desportes .... , À Paris, Chez Lejay, 1770, 3 vol. (el 3r. tomo se tituló Traité ou Abrégé des plantes usuelles de S. Domingue)
- 1770. Traité ou abrégé des plantes usuelles de S. Domingue. Editor Lejay, 463 pp.

## Eponimia
- (Melastomataceae) Miconia desportesii Urb.[2]
- (Orchidaceae) Stelis desportesii Urb.[3]